# Ерато Козаку-Маркуллі
Ерато Козаку-Маркуллі (грец. Ερατώ Κοζάκου-Μαρκουλλή, латинізований варіант імені Erato Kozakou-Marcoullis; 3 серпня 1949, Лімасол) — кіпрська дипломатка і державна діячка. Займала посаду міністра закордонних справ Кіпру з липня 2007 року до березня 2008 року і з 5 серпня 2011 року по 27 лютого 2013 року.. Перша жінка, яка займала цей пост.

## Біографія
За її словами: «Моя мати народилась у Грузії, в місті Сухумі в 1916 році від батьків понтійського походження з Трапезунда. Її ім'я в дівоцтві було Варвара Апостолівна Текмичова і виросла вона в Сухумі. Навчалася в Тбілісі і Одесі на інженера-будівельника, а в 1935 році разом з родиною емігрувала в Грецію, де й познайомилася з моїм батьком кіпріотом. Моя мати говорила російською як рідною мовою і мою старшу сестру і мене виростила на російських піснях і казках».
Народилася в Лімасолі в 1949 році. Вивчала юриспруденцію, у тому числі публічне право і політичні науки в Афінському університеті, який закінчила в 1972 і 1974, відповідно, здобула ступінь доктора філософії з соціології та політології в Гельсінському університеті в 1979 році.
З 1980 року до 2007 працювала дипломаткою в Міністерстві закордонних справ Республіки Кіпр. Зокрема, у 1996—1998 роки служила амбасадоркою у Швеції з паралельною акредитацією у Фінляндії, Норвегії, Данії, Ісландії, Литві, Латвії та Естонії; у 1998-2003 роки була амбасадоркою Республіки Кіпр в США з паралельною акредитацією в Світовому Банку, Міжнародному Валютному Фонді, Канаді, Бразилії, Гаяні та Ямайці, у Міжнародній Організації Цивільної Авіації і в Організації Американських Держав; у 2005-2007 роки була амбасадоркою в Лівані та Йорданії.
16 липня 2007 року президентом Тассосом Пападопулосом призначена міністеркою закордонних справ і займала цю посаду до 28 лютого 2008 року. За її словами: «Як людина товариська, я бажаю мати якомога більше контактів з іноземними засобами масової інформації <...> Саме такий відтінок — дипломатії спілкування — я хотіла б запровадити для того, щоб зробити зрозумілими цілі Кіпру міжнародній спільноті». В ранзі міністерки закордонних справ розвивала відносини Кіпру з великою кількістю країн, вперше були здійснені візити в такі країни, як Саудівська Аравія, Кувейт і Киргизія, а в грудні 2007 року разом з президентом Пападопулосом брала участь у підписанні Лісабонського договору.
З квітня 2008 року до свого призначення на пост міністерки комунікацій і публічних робіт, працювала керівницею Робочої групи з питань майна, яка брала участь у переговорах між двома громадами Кіпру щодо вирішення питання майна греків, вигнаних і емігруючих з окупованої півночі острова і турків-кіпріотів, які переселилися на північ і залишили майно на півдні острова.
2 березня 2010 року стала міністеркою комунікацій і публічних робіт і займала цю посаду до серпня 2011 року, коли була вдруге призначена міністеркою закордонних справ. Її змінив Іоанніс Касулідіс 28 лютого 2013 року.
У шлюбі з Джорджем Маркуллісом. Має двох синів.